# Ante Ciliga
Ante Ciliga, född 20 februari 1898 i Šegotići, Marčana, död 21 oktober 1992 i Zagreb, var en kroatisk politiker, författare och förläggare. Han var en av grundarna av Jugoslaviens kommunistförbund. Senare vände han kommunismen ryggen och blev övertygad nationalist och antikommunist.

## Biografi
År 1925 landsförvisades Ciliga från Jugoslavien för sin aktivism och kom året därpå till Sovjetunionen, där han 1930 internerades i Gulag för trotskistisk verksamhet. År 1940 publicerade Ciliga boken Ruska enigma ("Den ryska gåtan"), i vilken han med emfas kritiserar Stalins totalitära regim och repressionspolitik. Påföljande år återvände Ciliga till dåvarande Oberoende staten Kroatien, där han greps av Ustaša och sattes i koncentrationslägret Jasenovac. Han tog i och med detta avstånd från kommunismen och blev nationalist; bland annat publicerade han artiklar i Ustašas ideologiska tidskrift Spremnost ("Vilja"). Ciliga riktade skarp kritik mot staten Jugoslavien och titoismen.